# Angelo Sanudo
Angelo Sanudo (... – 1262) è stato un condottiero latino fu il secondo Duca del Ducato di Nasso dal 1227.

## Biografia
Angelo Sanudo era il figlio di Marco I Sanudo. Nel 1227 successe al padre al trono del Ducato di Nasso.
Nel 1235, Angelo ha inviato una squadra navale per la difesa di Costantinopoli, dove l'imperatore Giovanni di Brienne era assediato da Giovanni III Vatatze, imperatore di Nicea, e Ivan Asen II di Bulgaria. Dopo un ulteriore intervento di Angelo, venne firmata una tregua tra i due imperi per due anni. Ad Angelo successe il figlio Marco II.
Secondo William Miller sposò una signora francese di alto grado, figlia di Macaire de Saint-Menehould. Hanno avuto almeno tre figli:
- Marco II Sanudo
- Marino Sanudo. Signore di Paros e di Antiparos
- una figlia. Sposò Paolo Navigajoso, signore di Lemno. Suo marito ha resistito ai tentativi da parte dell'Impero Bizantino di annettere la sua isola. Morì nel 1277. Lei ha assunto la difesa dell'isola, ma abbandonato i suoi sforzi nel 1278.